# Худи Грабен
Худи Грабен (словен. Hudi Graben) је насељено место у општини Тржич, Горењска регија, Словенија.

## Историја
До територијалне реорганизације у Словенији био је у саставу старе општине Тржич.

## Становништво
У попису становништва из 2011. године, Худи Грабен је имао 49 становника.
| Број становника према пописима | Број становника према пописима | Број становника према пописима |
| ------------------------------ | ------------------------------ | ------------------------------ |
| 1991                           | 2002                           | 2011                           |
| 56                             | 51                             | 49                             |